# Philipp Sarasin
Philipp Sarasin (* 1956 na Basileia) é historiador suíço e professor de História Geral Moderna do Departamento de História da Universidade de Zurique.

## Vida
Sarasin estudou história, filosofia e macroeconomia nas universidades de Heidelberg e de Basileia. Em 1990 ele obteve seu doutorado com uma tese sobre a burguesia da Basileia. Como estudante de pós-doutorado, trabalhou na Escola dos Altos Estudos em Ciências Sociais de Paris. Mais tarde, ele foi assistente no Departamento de História da Universidade de Basileia. Lá, ele obteve a habilitação em 1999 com uma tese sobre a história do corpo no século XIX.

## Obra
- Máquinas sensíveis: uma história do corpo 1765-1914 (2001)
- Fisiologia e sociedade industrial: estudos sobre a cientificação do corpo nos séculos XIX e XX (1998, editado juntamente com o historiador suíço Jakob Tanner)
- Cidade dos cidadãos: poder burguês e sociedade urbana na Basileia de 1846 a 1914 (1997)
- Réduit, ouro nazi, refugiados. A história da Suíça na Segunda Guerra Mundial (editor, juntamente com Regina Wecker) 1998
- Teoria do discurso e ciência histórica (2001)
- A realidade da ficção: sobre o conceito de comunidades imaginadas (2001)
- Conversar sobre o real? fragmentos de uma história corporal da modernidade (1999)
- Mapeando o corpo: história do corpo entre o construtivismo e experiência (1999)
- Doações e presentes na Basileia nos séculos XIX e XX: considerações para o estudo do clientelismo burguês (1998)
- Sujeitos, discursos e corpo: reflexões sobre uma história cultural através da análise do discurso (1996)